# Stele van Merenptah

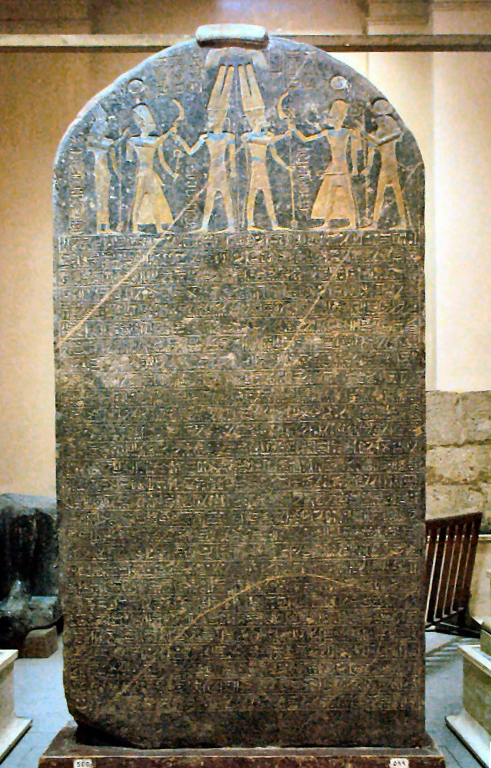
Stele van Merenptah

De Stele van Merenptah (ook bekend als de Israël Stele of Overwinningsstele van Merenptah) is de achterzijde van een grote granieten stele, oorspronkelijk opgericht door de oud Egyptische koning Amenhotep III, maar later overschreven door Merenptah, die Egypte regeerde van 1213 tot 1203 v.Chr..

## Functie en de tekst van de stèle
De zwart granieten stele herdenkt voornamelijk een overwinning in een campagne tegen de Berberse Liboe en Mesjwesj en hun bondgenoten de Zeevolken, maar de laatste twee regels refereren aan een eerdere militaire campagne in Kanaän, alwaar Merenptah verklaart dat hij onder andere Ashkelon, Gezer, Yanoam en Israël verslagen had. De stele is ontdekt in de eerste hal van Merenptahs graftombe in Thebe door Flinders Petrie in 1896. Petrie merkte op dat "deze stele bekender zal worden in de wereld dan alle andere zaken die ik tot nu toe ontdekt heb" en hij bevindt zich nu in de collectie van het Egyptisch Museum in Caïro; een fragmentaire kopie van de stele bevindt zich ook in Karnak.
Hij is bijna 3 meter hoog en de tekst is voornamelijk een verslag in proza, met een poëtisch einde, analoog aan de andere stelae uit het Egyptische Nieuwe Rijk van die tijd. De stele is gedateerd op Jaar 5, derde maand van Shemu (zomer), dag 3 (circa 1209/1208 v.Chr.), en begint met een lovende opsomming van de prestaties van Merenptah in de veldslagen.
De stele is bekend als het enige algemeen geaccepteerde Egyptische document waarop "Isrir" of "Israël" vermeld wordt en het eerste attest van Israël. Om deze reden wordt de stele door vele wetenschappers de Israëlstele genoemd. Deze titel is misleidend, omdat de stele duidelijk niet handelt over Israël —Israël wordt slechts zijdelings genoemd, slechts één regel wordt hieraan besteed— "Israël is kapot, zonder enig zaad" of "Israël ligt in vernieling, haar zaden bestaan niet meer"— en slecht zeer weinig over het gebied Kanaän. Israël wordt in de stele op een hoop gegooid met drie andere verslagen staten in Kanaän (Gezer, Yanoam en Ashkelon). Merenptah besteedt slechts een enkele strofe aan de Kanaänitische campagne maar meerdere strofes aan zijn overwinning op de Libiërs. De regel over Merenptahs campagne in Kanaän leest als volgt: Kanaän is gevangen in rampspoed. Ashkelon is overwonnen, Gezer geconfisqueerd, Yanoam bestaat niet meer, Israël is verwoest, zonder enig zaad.

## Historisch debat

### De campagne van Merenptah
Er heerst onenigheid over het feit of de campagne in Kanaän daadwerkelijk plaatsgevonden heeft. Het is mogelijk dat Merenptah zijn eigen interpretatie gaf van hetgeen zich afgespeeld had, volgens goed Assyrisch gebruik om nooit toe te geven dat zij een nederlaag geleden hadden. Dit argument is van enige waarde, aangezien een stele van Merenptahs voorganger Ramses II over de Slag bij Kadesh aangeeft dat hij de Levant stevig onder controle heeft, waardoor het vreemd is dat Merenptah het gebied moest heroveren –, tenzij Merenptah voor een opstand in de regio gesteld werd, die hij meende te moeten onderdrukken om de autoriteit van Egypte over Kanaän te onderstrepen. In zo'n geval was de controle van Merenptah over Kanaän op zijn best onbestendig te noemen.

### Vermelding van Israël

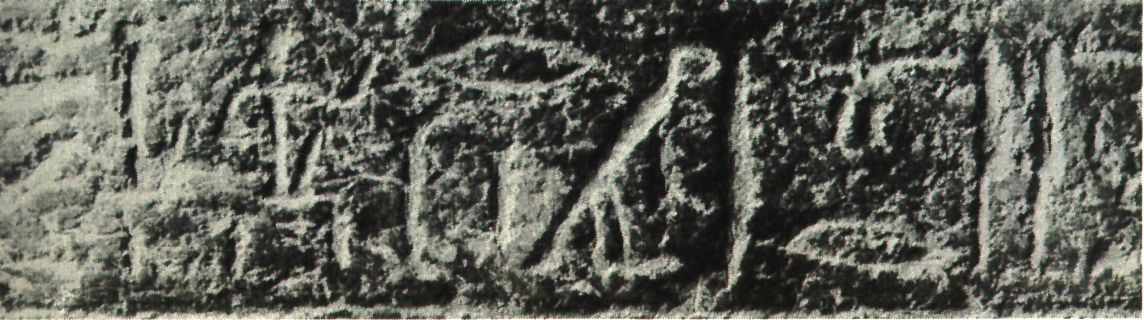
Israël, een volk zonder land

Aangezien de stele slechts één zin besteedt aan Israël, is het moeilijk voor geleerden om informatie over de aard van de aanduiding "Israël" op deze stele af te leiden. De stele maakt wel duidelijk dat Israël, in die tijd, refereert aan een volk, aangezien het hiëroglief voor "land" niet voorkomt in de naam voor Israël. Terwijl de andere verslagen vijanden naast Israël in het document, zoals Ashkelon, Gezer en Yanoam, de aanduiding voor stadstaat krijgen - een werpstok plus drie bergen als teken voor buitenland - gebruikt de hiëroglief voor Israël daarentegen de aanduiding voor "buitenland volk" - een werpstok plus een man en een vrouw boven drie verticale lijnen. Dit teken wordt normaliter door de Egyptenaren gebruikt als aanduiding voor een groep (semi-)nomadische volkeren zonder vaste stadstaat. Buiten dit is er weinig andere informatie te concluderen over Israël uit die tijd.

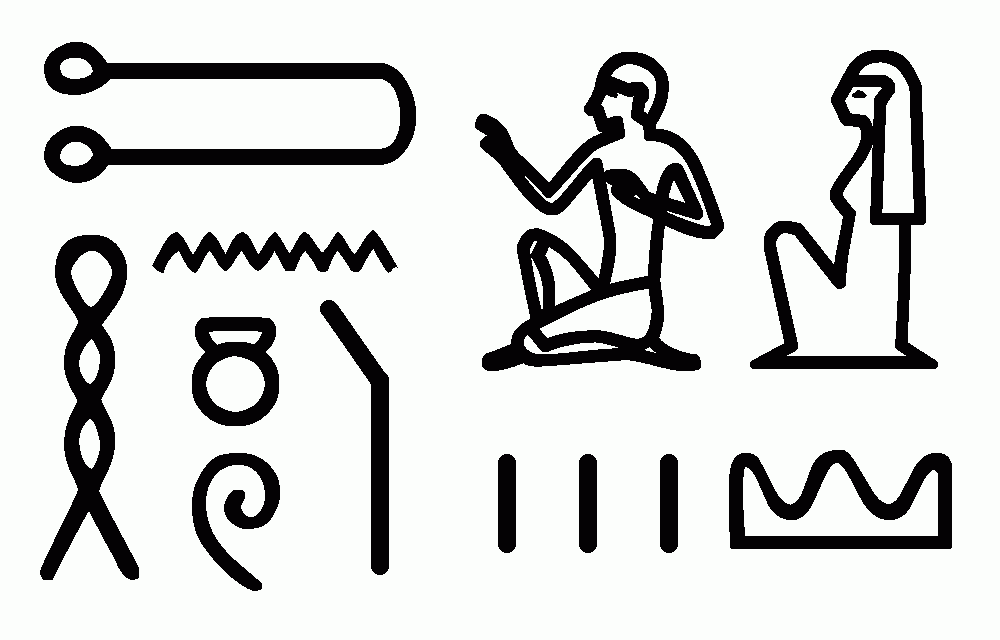
Libiërs (Tjeḥenu) beschreven door de aanduiding: buitenlands persoon + volk + buitenland (=staat/land van het Libische volk)

Een theorie van Donald Redford stelt dat "Israël een Bedoeïene-achtige, zwervende groep was, door de Egyptenaren "Shasu" genoemd. Redford merkt op dat op een lijst van Shasu volken uit de 15e eeuw v.Chr. uit de Soleb tempel van Amenhotep III één aangeduid wordt als "Yhw- in het land van de Shasu", wat gezien wordt als een vroege vorm van Yah, of Yahweh, om zo een mogelijke verklaring voor het ontstaan van Israël te vinden. De voorgestelde link tussen de Israëlieten en de Shasu wordt echter ondermijnd door het feit dat op de Merenptah stele zelf de Israëlieten niet weergegeven worden als Shasu, maar ze dezelfde kleren en haarstijl hebben als de Kanaänieten, die afgebeeld worden terwijl ze de versterkte steden van Ashkelon, Gezer, en Yanoam verdedigen.
Wat er met Israël hierna gebeurde is onbekend. De volgende, niet-Bijbelse, bron over Israël, een verslag van een campagne tegen Moab door Omri, verschijnt zo'n 300 jaar later in de Mesa-stele, en vanuit de Bijbel wordt de 200 jaar tussen de stele en de stichting van het Koninkrijk Israël door Saul in circa 1000 v.Chr. nogal vluchtig behandeld. De tekst laat grote ruimte voor interpretatie over de totstandkoming van Israël als koninkrijk. Desalniettemin vormt de stele een belangrijke bron voor Israëlische geschiedenis louter en alleen al om het feit dat dit de eerste officiële benoeming van een "Israël" in de historie is, zelfs al geeft dit weinig verheldering.
Een andere verklaring wordt geboden door Michael G. Hasel, directeur van het Instituut voor Archeologie van de Southern Adventist Universiteit. Hij stelt dat Israël al in de 13e eeuw v.Chr. een gevestigde politieke macht in Kanaän was:
"Israël fungeerde als een op landbouw gebaseerde of sedentaire, socio-etnische groep in de late 13e eeuw v.Chr., significant genoeg om opgenomen te worden in de militaire campagne tegen politieke krachten in Kanaän. Ook al geeft de Merenptahstele geen indicatie over de werkelijke sociale structuur van het volk van Israël, toch geeft het aan dat Israël een significante socio-etnische entiteit was waarmee rekening gehouden diende te worden.
| i | i | z · Z1s · Z1s · r | i | A | r · Z1 | T14 | A1 · B1 · Z2s |

| i | i | z · Z1s · Z1s · r | i | A | r · Z1 | T14 | A1 · B1 · Z2s |

| f · k · t | G36 |

| f · k · t | G36 |

| b · n |

| b · n |

| O1 · r · t |

| O1 · r · t |

| f |

| f |